# والتر باسيت
والتر باسيت (بالإنجليزية: Walter Bassett)‏ هو مهندس أسترالي، ولد في 19 ديسمبر 1892، وتوفي في 8 مارس 1978.